# توماس مان (اقتصاددان)
سر توماس مان (Sir Thomas Mun)‏ (۱۷ ژوئن ۱۵۷۱ – ۲۱ ژوئیه ۱۶۴۱ میلادی)، یک نویسنده انگلیسی بود که پیرامون اقتصاد می‌نوشت و غالباً به عنوان آخرین مرکانتیلیست‌های اولیه شناخته می‌شود. او به‌طور برجسته، به دلیل کار به عنوان مدیر کمپانی هند شرقی معروف است. مان بنابر عقیده قوی که به دولت داشت و تجربه قبلی‌اش به عنوان تاجر، نقش برجسته‌ای را در جریان رکود اقتصادی که در سال ۱۶۲۰ میلادی آغاز شد، بر عهده گرفت. مان برای دفاع از کمپانی هند شرقی و کسب مجدد ثبات اقتصاد انگلستان، کتاب A Discourse of Trade from England unto the East-Indies (گفت‌مان تجارت از انگلستان به هند شرقی) را منتشر کرد.
مان از طریق اصول مرکانتیلیستی یک مجموعه پیشنهادی با عنوان «راهکارهای غنی‌سازی یک سلطنت» را با محوریت حصول اطمینان از این‌که صادرات بیش از واردات است، ترتیب داد. به عبارت دیگر، مان از دستیابی یک موازنه مثبت تجاری که منجر به افزایش تدریجی سرمایه انگلستان شود، دفاع می‌کرد. توماس مان همچنین به‌طور گسترده به عنوان یک متفکر خبره و ماهر شناخته می‌شود و بخش بسیار مهم تاریخ نظری اقتصادی شده‌است.

## زندگی و پس‌زمینه
توماس مان در ژوئن ۱۵۷۱ میلادی به دنیا آمد. او سومین پسر یک خانواده قابل توجه لندن بود که در نزدیکی سنت آندریو هوبارد زندگی می‌کردند، جاییکه در ۱۷ ژوئن ۱۵۷۱ غسل تعمید داده شد. پدرش، جان مان و پدر اندرش هردو از طریق بزازی امرار معاش می‌کردند. پدربزرگش که او هم جان مان نام داشت، در ضراب‌خانه سلطنتی انگلستان، پیشرو پولداران بود. از طریق روابط خانوادگی‌اش، می‌توان فرض کرد که توماس در مورد مسائل مربوط به ارز و اقتصاد به عنوان یک کل، بینش به‌دست آورده‌است. او به سن چهل و یک سالگی با اورسولا مالکوت ازدواج کرده و صاحب سه کودک شدند: جان، ان و ماری. آن‌ها محله سنت هلن بیشاپسگیت را به عنوان خانه شان انتخاب کردند.
در مورد تحصیلاتش چیزی در دسترس نیست اما شغل توماس به عنوان یک تجار در حدود سال ۱۵۹۶ میلادی آغاز یافت، زمانی که او عضو شرکت مرسرز بود و در مدیترانه، مخصوصاً با ایتالیا و شرق میانه تجارت می‌کرد. او به عنوان یک تجار فعال موفق بود و توانایی این را داشت که یک ثروت بزرگ را جمع آورد. در سال ۱۶۱۵ میلادی، مان به دلیل موفقیتش، به عنوان مدیر کمپانی هند شرقی انتخاب شده و در سال ۱۶۲۲ میلادی به عنوان عضو کمیسیون دائمی تجارت منصوب شد. باقیمانده زندگی حرفه‌ای خود را صرف مدافعه و ترویج منافع کمپانی هند شرقی کرد.

## مدیر کمپانی هند شرقی
در ارتباط با سلطنت بریتانیا، کمپانی هند شرقی یکت تجارت؛ تجاری بود که به منظور مستعمره سازی زمین‌های جدید ایجاد شده و به دنبال تجارت با هند شرقی بود. مان در سال ۱۶۱۵ میلادی به عنوان مدیر این شرکت انتخاب شد و تصمیم گرفت تا مطمئن شود که این شرکت با تمام ظرفیت فعال است. برای دستیابی به این هدف سرمایه باید به حد اکثر رسانیده شده و صادرات افزایش میافت. در سال ۱۶۲۰ میلادی در جریان آغاز رکود، نقش مان در اقتصاد بسیار افزایش یافت. او مجبور ساخته شد تا نتنها از کمپانی هند شرقی و فعالیت‌هایش دفاع کند، بلکه همچنین در امر درست کردن اقتصاد با حکومت کمک نماید.
بحران تجارت که نهایتاً منجر به رکود شد، از دو رویداد جداگانه ناشی شده بود. اول، از طریق کمپانی هند شرقی، انگلستان در مقایسه با صادراتش، با نرخ بسیار بالاتر از هند واردات می‌کرد. این موازنه منفی تجارت، یا کسر تجارت، به این معنی بود که انگلستان بیش از مبلغی که بیرون می‌فرستاد، داخل می‌آورد که بر اساس اصول مرکانتیلیسم مخرب واضح اقتصاد بود. دوم، برای پرداختن پول تمام واردات، انگلستان فلزات قیمتی را به هند فرستاد. به عنوان تنها عامل تعیین‌کننده ثروت در دهه ۱۶۰۰، به دلیل این واقعیت که پول کاغذی هنوز در اروپای شرقی کاربرد نداشت، صادر کردن فلزات قیمتی به‌طور کلی شنیده نشده بود. با این حال، برای کمپانی هند شرقی، ممنوعیت‌های صادرات شمش کاهش یافت. با توجه به این شرط، مبادله نقره با تجملات، توجه منفی زیادی را به کمپانی هند شرقی متوجه ساخت؛ شهروندان معتقد بودند که این یک فکتور بزرگ در رکود اقتصادی است. در این زمان مان به عنوان نماینده شرکت معرفی شد. وظیفه او این بود که نام شرکتش را پاک کرده و مشتریانش و مردم عوام را متقاعد سازد که اقدامات در دست گرفته شده نهایتاً به خوبی آن‌ها است. او دیدگاه‌هایش را از طریق کتاب منتشر شده اش، A Discourse of Trade from England Unto the East Indies منتقل ساخت.

## سیاست‌های اقتصادی
به گفته مان، تجارت خارجی بهترین روش برای افزایش ثروت یک ملت است. به‌صورت خاص، برای افزایش واردات نیاز بود تا صادرات انجام شود. تمام سیاست‌های دیگر اصلاحی اقتصادی، در قدم دوم قرار داشتند. قسمی که او در خزانه انگلستان بر اساس تجارت خارجی (England’s Trasure by Foreign Trade) می‌گوید، ما باید «در مقایسه به مقداری که سالانه از خارجی‌ها مصرف می‌کنیم، بیشتر به آن‌ها بفروشیم» برای دستیابی به این موازنه مثبت تجارت، مان یک فهرست معیارهای را ارائه کرده و از انگلستان درخواست کرد تا از آن پیروی کند:
- کالاهای وارد شده که در داخل تولید می‌شوند باید ممنوع قرار داده شود.
- با این شعار که مرد انگلیسی باید طعم کالاهای انگلیسی را بداند، کالاهای وارد شده تجملی کاهش یابد.
- عوارض گمرکی صادرات بر کالاهای‌که در داخل تولید می‌شوند برای بازارهای خارجی کاهش یابد.
- در صورتی که هیچ گزینه دیگر برای همسایه‌ها موجود نباشد، انگلستان باید صادراتش را قیمت تر بفروشد.
- زمین‌های بایر به منظور تولیدات بیشتر و کاهش مقدار واردات مورد نیاز از خارج، زرع گردند.
- حمل و نقل باید تنها در کشتی‌های انگلیسی صورت گیرد.

## نشریات
- گفتمان تجارت از انگلستان به هند شرقی (۱۶۲۱)
- خزانه انگلستان برحسب تجارت خارجی (۱۶۲۸)

### گفتمان تجارت از انگلستان به هند شرقی
اثر سال ۱۶۲۱ مان، گفتمان تجارت از انگلستان به هند شرقی، در بیشترین بخش، دفاعیه اخلاق شرکت است. با توجه به روی‌کرد کمپانی هند شرقی در امر صادرات نقره، اجماع عمومی بر خلاف این شرکت جریان داشت؛ آن‌ها در خطر از دست دادن انحصار تجارت بودند. این کتاب به منظور پاسخ به مصرفی بود که کمپانی هند شرقی مسؤل کم‌بود نقره و بنابراین، رکود شناخته شده بود. مان با شدت و متقاعد کننده استدلال کرد که از دست دادن فلزات قیمتی، به خودی خود، مخرب اقتصاد نیست. مان ادعا کرد که به‌صورت غیر مستقیم، راهکارهای کمپانی هند شرقی در واقع اقتصاد را فربه می‌سازد. نتنها این‌که برخی از کالاهای وارد شده زمانی که دوباره صادر می‌شوند (مخصوصاً به قاره)، سود بیشتر ایجاد می‌کنند، بلکه رشد صنعت حمل و نقل و استخدام کارگران حمل و نقل بسیار افزایش یافته‌است.
نهایتاً، مان در تلاشش برای تطهیر نام کمپانی هند شرقی موفق بود و فشار بزرگ‌ترین حمله کنندگان خود را دور کرد. دفاعیه فوق‌العاده او در سال ۱۶۲۲ یکی از دلایل اصلی بود که او به عنوان عضو کمیسیون دایمی تجارت انتخاب شد. فعالیت اصلی مان در این کمیته، فراهم کردن پیشنهادها به دولت در راستای سیاست اقتصادی بریتانیا بود.